# Aurelia Frick

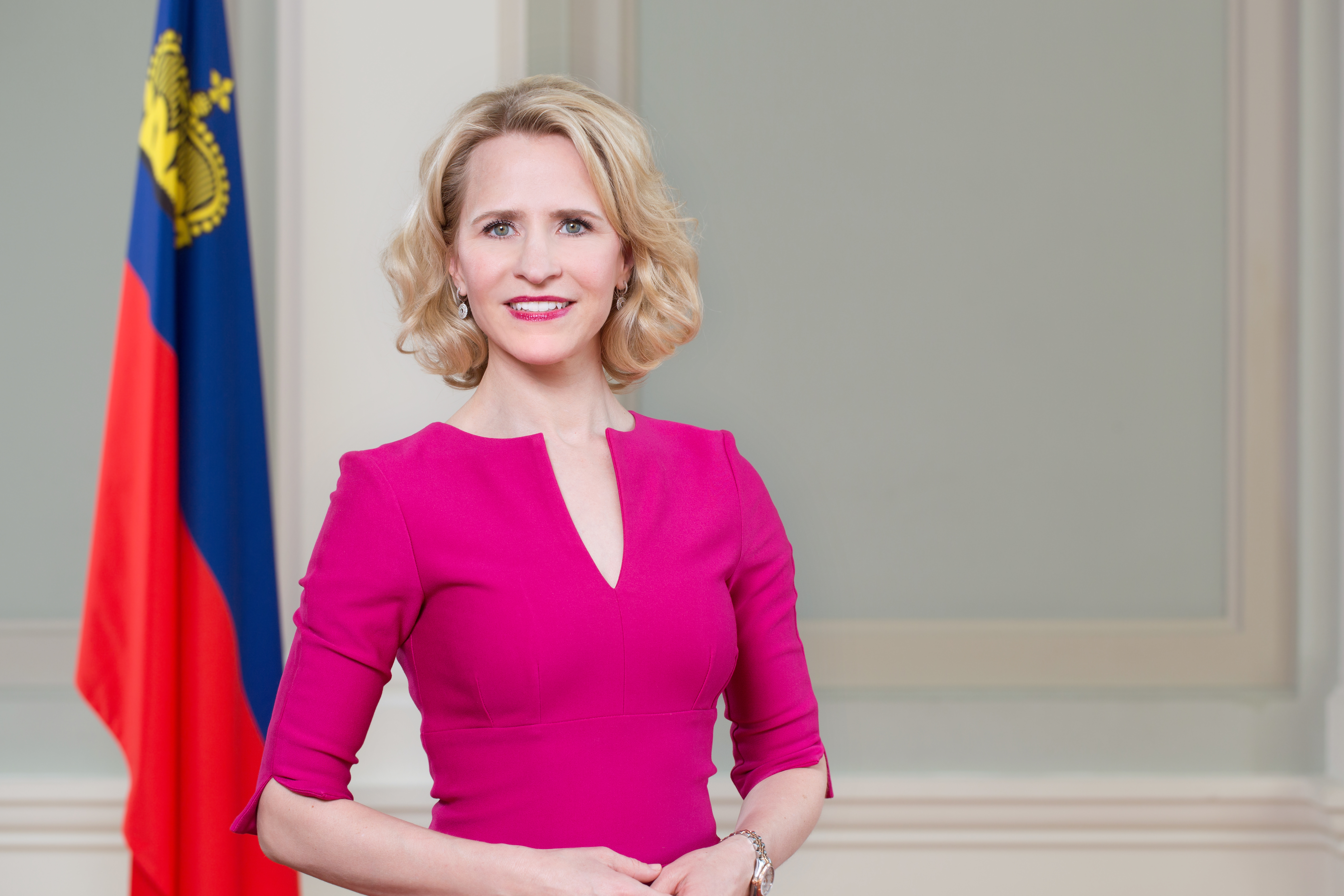
Aurelia Frick (2017)

Aurelia Cäcilia Katharina Frick (* 19. September 1975 in St. Gallen; heimatberechtigt in Waldkirch) ist eine liechtensteinische Politikerin (FBP). Sie war vom 25. März 2009 bis zum 2. Juli 2019 Mitglied der Regierung des Fürstentums Liechtenstein. Als Regierungsrätin/Ministerin war sie dabei für das Ministerium für Äusseres, Justiz und Kultur verantwortlich.

## Biografie

### Ausbildung und Berufstätigkeit
Nach dem Maturaabschluss absolvierte sie zwischen 1995 und 1999 ein Studium der Rechtswissenschaften an der Universität Freiburg in der Schweiz, das sie 1999 mit dem Lizenziat der Rechtswissenschaft mit Auszeichnung abschloss. Anschließend war sie bis 2004 als Mitglied der Geschäftsleitung der Frimokar Montage AG in Sennwald in der Schweiz tätig. Zugleich war sie zwischen 2001 und 2003 Auditorin für Zivil-, Arbeits-, Miet- und Strafrecht am Bezirksgericht Zürich. 2004 schloss sie zunächst ihr Anwaltsexamen ab und war anschließend als Rechtsanwältin in einer Wirtschaftskanzlei in Zürich tätig.
Nach der Promotion an der Universität Basel zur Dr. iur. wurde sie 2004 Direktorin der Rechtsabteilung der K2 HCS Ltd. in London. Zwischen 2006 und 2007 war sie dann Gesellschafterin (Associate) der Dr. Bjørn Johansson Associates AG sowie zuletzt seit 2008 Inhaberin der Fidaura Trust reg. in Schaan. Daneben war sie selbständige Unternehmensberaterin. Nebenberuflich unterrichtete Frick als Dozentin an der Hochschule Liechtenstein.
Seit 2019 ist Frick selbständige Unternehmens- und Politikberaterin mit Büros in Vaduz und Zürich. Nebenberuflich doziert sie an den Universitäten St. Gallen und Zürich zu europapolitischen Themen, Corporate Governance und Verhandlungstechnik.
Bevor Aurelia Frick 2008 ihren Wohnsitz wieder nach Liechtenstein verlegte, war sie in Zürich und London wohnhaft. Aurelia Frick ist verheiratet, hat zwei Kinder und lebt mit ihrer Familie in Liechtenstein.

### Politische Ämter
Im Oktober 2008 wurde sie von ihrer Partei, der Fortschrittlichen Bürgerpartei in Liechtenstein (FBP), zur Regierungsratskandidatin nominiert. In der Folge wurde Aurelia Frick am 25. März 2009 vom liechtensteinischen Landtag gewählt und vom Staatsoberhaupt vereidigt. In ihrer ersten Legislatur war sie in der Regierung von Regierungschef Klaus Tschütscher als Ministerin für Äusseres, Justiz und Kultur zuständig. Von 2009 bis 2019 gehörte Frick dem Präsidium der FBP als Mitglied an.
Im Anschluss an die Landtagswahl in Liechtenstein 2013 war Aurelia Frick das einzige Mitglied der alten Regierung, das auch in der neuen Regierung unter Regierungschef Adrian Hasler vertreten war. Als Regierungsrätin/Ministerin führte sie in der anschliessenden Legislaturperiode das Ministerium für Äusseres, Bildung und Kultur.
Auch nach der Landtagswahl 2017 blieb Aurelia Frick Mitglied der liechtensteinischen Regierung, in der sie als Ministerin erneut die Verantwortung für die Ressorts Äusseres, Justiz und Kultur übernahm. Wegen einer parteiinternen Amtszeitbeschränkung für Regierungsräte auf maximal drei Amtszeiten, stand bereits zu Beginn der Legislaturperiode fest, dass es die letzte als Ministerin für Aurelia Frick sein wird.

### Misstrauensvotum, Strafverfahren, Freispruch und Verjährung
2019 entbrannte ein Konflikt zwischen Frick und der Geschäftsprüfungskommission des liechtensteinischen Landtages (GPK). Der Forderung nach Transparenz bezüglich Honorare für Beratungsdienstleistungen kam Frick nur zögerlich nach, was unter anderem zu Rücktrittsforderungen führte. Es folgte ein medialer Schlagabtausch zwischen der GPK und Frick. Am 2. Juli 2019 entzog der Landtag Frick in einer Sondersitzung das Vertrauen. Aurelia Frick verlor damit ihr Amt als Regierungsrätin.
Anfang Juni 2020 erhob die liechtensteinische Staatsanwaltschaft Anklage gegen Aurelia Frick und ihren ehemaligen Generalsekretär wegen des Verdachts des Missbrauchs der Amtsgewalt. Es ging dabei um Beratungsdienstleistungen, die Aurelia Frick in ihrer Zeit als Regierungsrätin in Anspruch genommen hatte. Die Kosten wurden bei der Abrechnung auf mehrere Dienstleister verteilt, um das Auftragsvolumen, welches eines Regierungsbeschlusses bedurft hätte, nicht zu überschreiten. Am 23. April 2021 wurden Aurelia Frick und ihr ehemaliger Generalsekretär vom Fürstlichen Kriminalgericht wegen des Vergehens der Täuschung zu einer bedingten Geldstrafe verurteilt. Der Anklage der Staatsanwaltschaft wegen des Verbrechens des Amtsmissbrauchs, das mit einer Freiheitsstrafe von sechs Monaten bis fünf Jahren sanktioniert wird, wurde also keine Folge gegeben. Aurelia Frick, ihr ehemaliger Generalsekretär und auch die Staatsanwaltschaft legten erfolgreich Berufung gegen das Urteil ein. Das Fürstliche Obergericht teilte am 4. Oktober 2021 mit, dass die Verurteilung wegen Täuschung aufgehoben wird und das Kriminalgericht den Fall neu verhandeln muss.
Die Neuauflage des Prozesses am 31. August 2022 vor dem Kriminalgericht endete für Frick und ihren ehemaligen Generalsekretär je mit einem Freispruch, wobei die Staatsanwaltschaft gegen das Urteil Berufung einlegte. Am 30. November 2022 bestätigte das Obergericht das Urteil des Kriminalgerichts und sprach Frick sowie ihren ehemaligen Generalsekretär vom Vorwurf des Missbrauchs der Amtsgewalt frei. Den Freispruch begründete das Gericht damit, dass den Angeklagten nicht nachgewiesen werden kann, den Landtag vorsätzlich in seinen Kontrollrechten geschädigt zu haben. Die subjektive Tatseite des Missbrauchs der Amtsgewalt ist somit nicht erfüllt.
Parallel zum Gerichtsverfahren hatte die Liechtensteinische Staatsanwaltschaft im Frühjahr 2021 Ermittlungen wegen des Verdachts auf Untreue gegen Aurelia Frick aufgenommen. Frick wurde verdächtigt, die Planung einer Parteigründung in den Jahren 2018/2019 mit staatlichen Geldern finanziert zu haben. Aurelia Frick bestritt diesen Vorwurf. Ende November 2024 erhob die Staatsanwaltschaft schliesslich Anklage. Bereits am 19. Dezember 2024 wurde die Anklage jedoch aufgrund von Verjährung zurückgezogen.

## Auszeichnungen
- 2017: Großes Goldenes Ehrenzeichen am Bande für Verdienste um die Republik Österreich[16]